# FK 카라발타
일비르스 비슈케크는 비슈케크를 연고로 하는 키르기스스탄의 축구단이다. 현재 키르기스스탄 프리미어리그에 참가하고 있다.